# Saranthe composita
Saranthe composita é uma espécie de planta do gênero Saranthe e da família Marantaceae. 

## Taxonomia
A espécie foi descrita em 1902 por Karl Moritz Schumann. 

## Forma de vida
É uma espécie terrícola e herbácea. 

## Descrição
Erva rosulada, ereta com inflorescência em sinflorescência 1-2 nodal, com 2-4 florescências por nó. Florescência composta. Componentes da florescência com brácteas espatáceas vermelhas.   
| Raiz                 | Raiz |
| -------------------- | --- |
| do tipo              | filiforme |
| Caule                | |
| subterrâneo          | rizomatoso/alongado |
| eixo aéreo           | rosulado/ereto/100 à 250 cm |
| catafilo             | lanceolada-lineares/glabro/paleáceo |
| Folha                | |
| bainha foliar        | pubérula/serícea/margem ciliada/papirácea |
| pecíolo              | presente/glabro |
| pulvino              | cilíndrico/face adaxial com linha tricoma/face abaxial glabra |
| lâmina foliar        | oblonga/elíptica/ápice acuminado/base redonda/verde concolor/margem glabra/nervura-central glabrescente/papirácea |
| Inflorescência       | |
| sinflorescência      | compressa/1 à 2 nodal/com 1 florescência por nó/com 2 florescência por nó/axilar/composta/bráctea principal espatacea decídua/pedúnculo cilíndrico glabro/profilo cimbiforme/lanceolado/papiráceo/verde amarelado/bráctea-involucral espatacea/18 à 32/persistente/sobreposta até a metade do comprimento/glabrescente |
| címula               | de 2 flor/1 por bráctea-involucral/bractéola ausente/bráctea externa/estreito ovada/ápice agudo/amarelada/vermelha/fibrosa |
| Flor                 | |
| pedicelo             | de comprimento desigual |
| tubo floral          | curto e amplo/trilobado/lobo elíptico/ápice acuminado/cuculado/cimbiforme/com mancha marrom/membranáceo/glabro/hialino |
| sépala               | 3/livre/ovada/reta/membranácea/glabra/hialina |
| estaminódio externo  | 2/petaloide/subiguais/clavado |
| estaminódio com calo | distalmente petaloide/estreito obovado/ápice irregular/calo basal/apêndice agudo/glabro/hialino/membranáceo |
| estaminódio cuculado | glabro/membranáceo/hialino/apêndice lobado/patente |
| estame               | solitário/antera monoteca/apêndice petaloide espatulado/maior que a antera |
| ovário               | trilocular , 1 lóculo fértil/cilíndrico/esparsamente seríceo/sem ornamentação |
| Fruto                | |
| cápsula              | não observada |
| Semente              | |
| semente              | não observada |

## Conservação
A espécie faz parte da Lista Vermelha das espécies ameaçadas do estado do Espírito Santo, no sudeste do Brasil. A lista foi publicada em 13 de junho de 2005 por intermédio do decreto estadual nº 1.499-R. 

## Distribuição
A espécie é encontrada nos estados brasileiros de Bahia, Espírito Santo, Paraíba , Pernambuco e Rio de Janeiro. 
A espécie é encontrada no domínio fitogeográfico de Mata Atlântica, em regiões com vegetação de floresta estacional semidecidual.